# Église Saint-Georges de Torjok
L'église Saint-Georges de Torjok est une église orthodoxe classique construite en pierre, située dans la ville de Torjok, dans l'oblast de Tver, en Russie européenne. L'édifice est classé dans la liste de l'héritage patrimonial de la Russie d'importance fédérale depuis 1974.

## Géographie
L'église est située dans la ville de Torjok, dans l'oblast de Tver. Elle se trouve au no 2-4 de la rue Grajdanskaïa.

## Histoire
Une première église, en bois, est mentionnée en 1625. L'église en pierre est construite en 1692 avec deux étages. L'église gagne son aspect actuel en 1805 lorsqu'un nouvel étage est ajouté.
L'église fut fermée par les autorités soviétiques en 1934.

## Patrimonialité
L'édifice est classé dans la liste de l'héritage patrimonial de la Russie d'importance fédérale sous le no 691510206910006.